# Kosovska akademija znanosti i umjetnosti
Kosovska akademija znanosti i umjetnosti (albanski Akademia e Shkencave dhe e Arteve e Kosovës, srpski Akademija nauka i umetnosti Kosova, skraćeno ASHAK), znanosna i umjetnička institucija Kosova. Na čelu su mu predsjednik, dva potpredsjednika i tajnik. Ima redovne i izvandredne članove, a ravnopravni su albanski i srpski jezik.